# Несгуни
Несгуни (груз. ნესგუნი) — село в Грузии, на территории Местийского муниципалитета края (мхаре) Самегрело-Верхняя Сванетия.

## География
Село находится в северо-западной части Грузии, на правом берегу реки Мулхура (правый приток Ингури), у юго-западной окраины посёлка городского типа Местиа, административного центра муниципалитета. Абсолютная высота — 1449 метров над уровнем моря.

## Население
По результатам официальной переписи населения 2014 года в Несгуни проживал 121 человек (54 мужчины и 67 женщин). В национальной структуре населения грузины составляли 100 %.
| Год  | Население, человек |
| ---- | ------------------ |
| 2002 | 318                |
| 2014 | ↘ 121              |